# Häste hytta

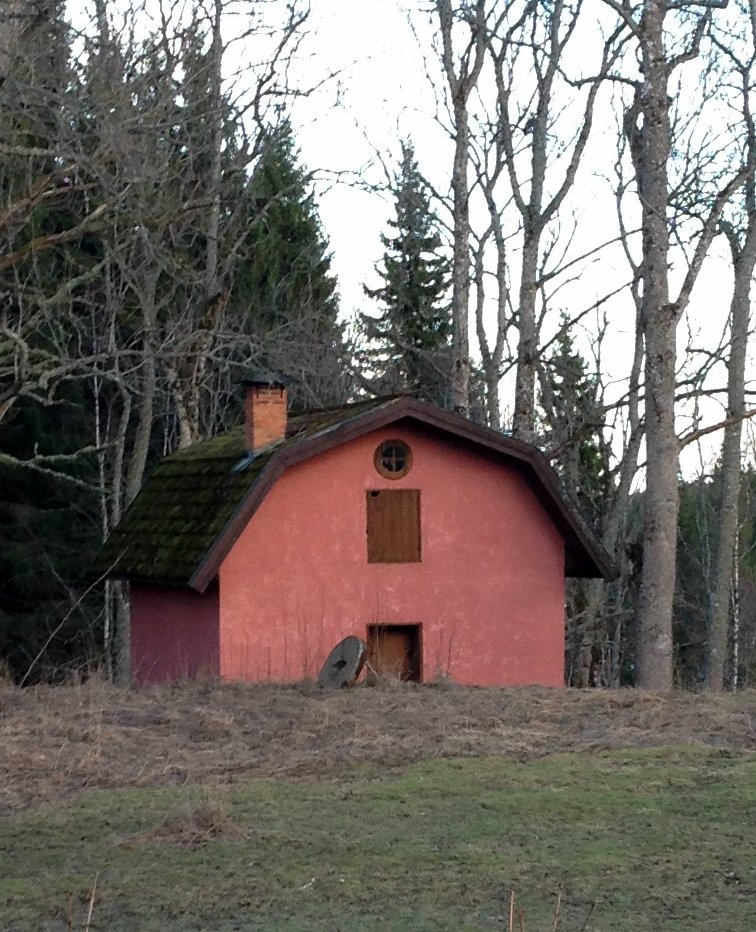
Samuel Owens verkstad vid Häste Hytta, Norberg

Häste hytta, ibland omnämnd som Häste bruk, ligger ca 7 km nordost om Norberg i Västmanland vid sjön Dammsjön, 
Hyttan är nämnd redan 1531. Den lades ner 1822. År 1650 har där gjorts 16,5 ton järn 
Enligt mantalslängderna ägde Samuel Owen en fjärdedel av hemmanet och hyttan under åren 1811-1818 och att han där uppfört ett tackjärnsgjuteri. Han förvärvade egendomen av bergsnämndemannen Gabriel Jansson på Malmen i Norberg för 6 000 riksdaler. 
Mangårdsbyggnaden där Owen bott flyttades senare till Aspeboda i Västanfors, där den användes till arbetarbostad under namn av Nybygget. Den revs 1911, men ett fotografi visar en envåningslänga i liggande timmer med sex fönster i rad och tre skorstenar.
En egendomlig flygelbyggnad, kallas idag Owens verkstad. Den har en 8 meter djup källare som varit uppdelat i flera våningar förenade genom trappor och stegar. I detta hus skall Owen ha konstruerat en del av sina modeller. Det tackjärn som framställdes vid Häste gick kanalvägen via Mälaren till Stockholm, där det kom till användning i Owens gjuteri.
Enligt den muntliga traditionen ägnade sig Owen på Häste åt ritningar, modellkonstruktioner och experiment. Han arbetade dessa år särskilt med båtpropellrar och skovelhjul, och det berättas att han använde Dammsjön för sina experiment och försök.
Signe Höjer skriver i sin bok "Kring en bergsmansgård": "En idyll bland övergivna bruk är Häste. När vi en sommardag på 1940-talet upptäckte hyttplatsen och de gamla byggnaderna, som ligger skuggade av åldriga askar ekar på ett näs mellan två sjöar, blev vi betagna. Bjärtgröna gräsmattor, blommande ängar ner mot den solblanka Dammsjön."